# Johan Niclas Byström
Johan Niclas Byström (Filipstad, 18 dicembre 1783 – Roma, 1848) è stato uno scultore svedese.

## Biografia

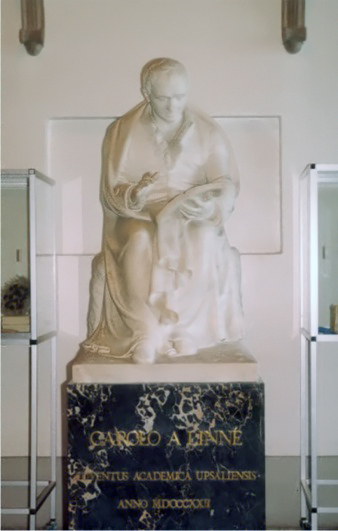
Statua di Linneo, Uppsala

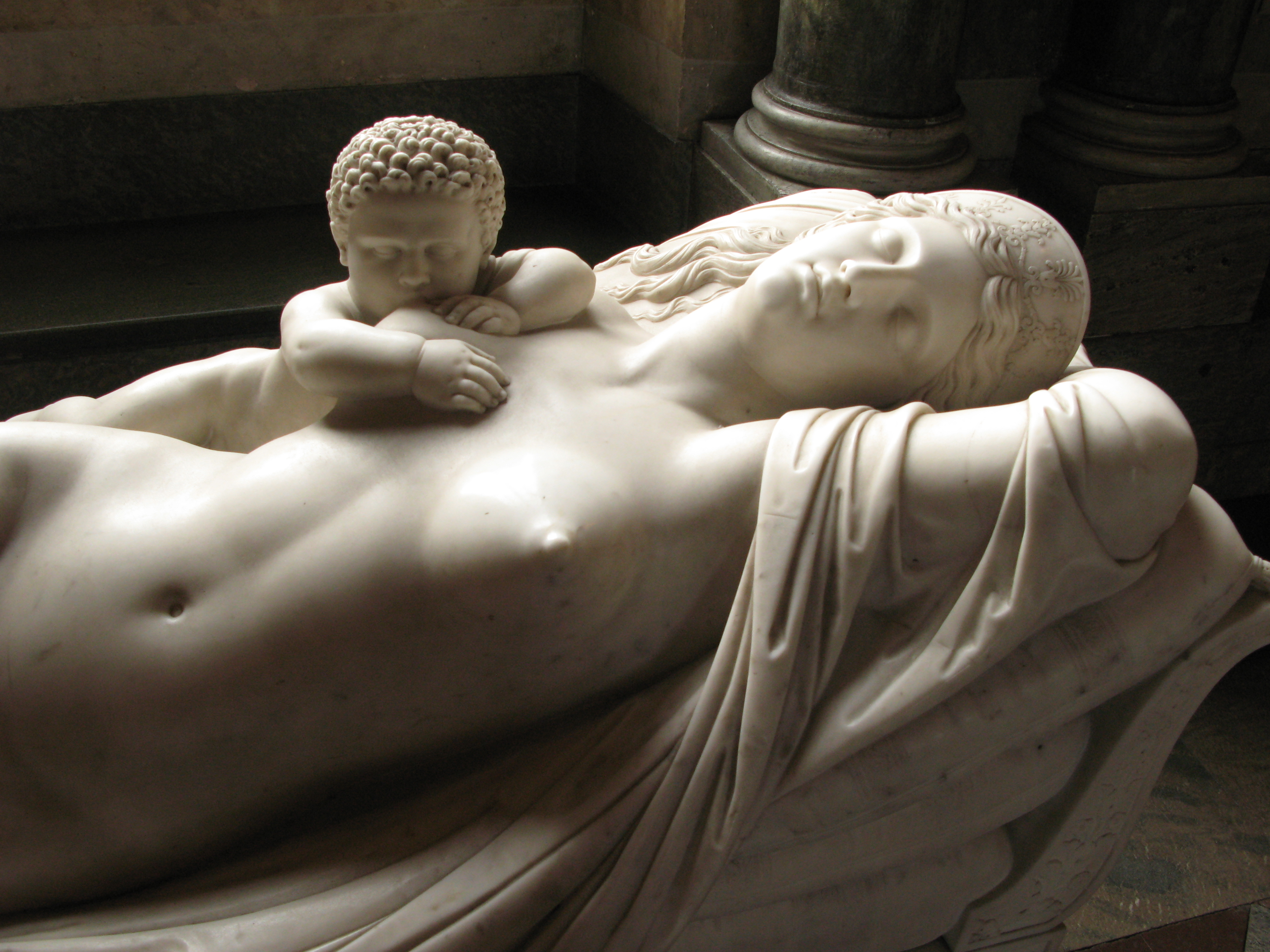
Giunone allatta il neonato Ercole, Palazzo Reale (Stoccolma)

Fino al 1810, anno in cui venne a Roma per stabilirsi definitivamente, studiò con Johan Tobias Sergel, con cui fu il più grande sculture neoclassico svedese. Fra le sue opere, sono da ricordare Baccante giacente, Ebe e il Monumento a Linneo a Uppsala.